# Egon Krauss

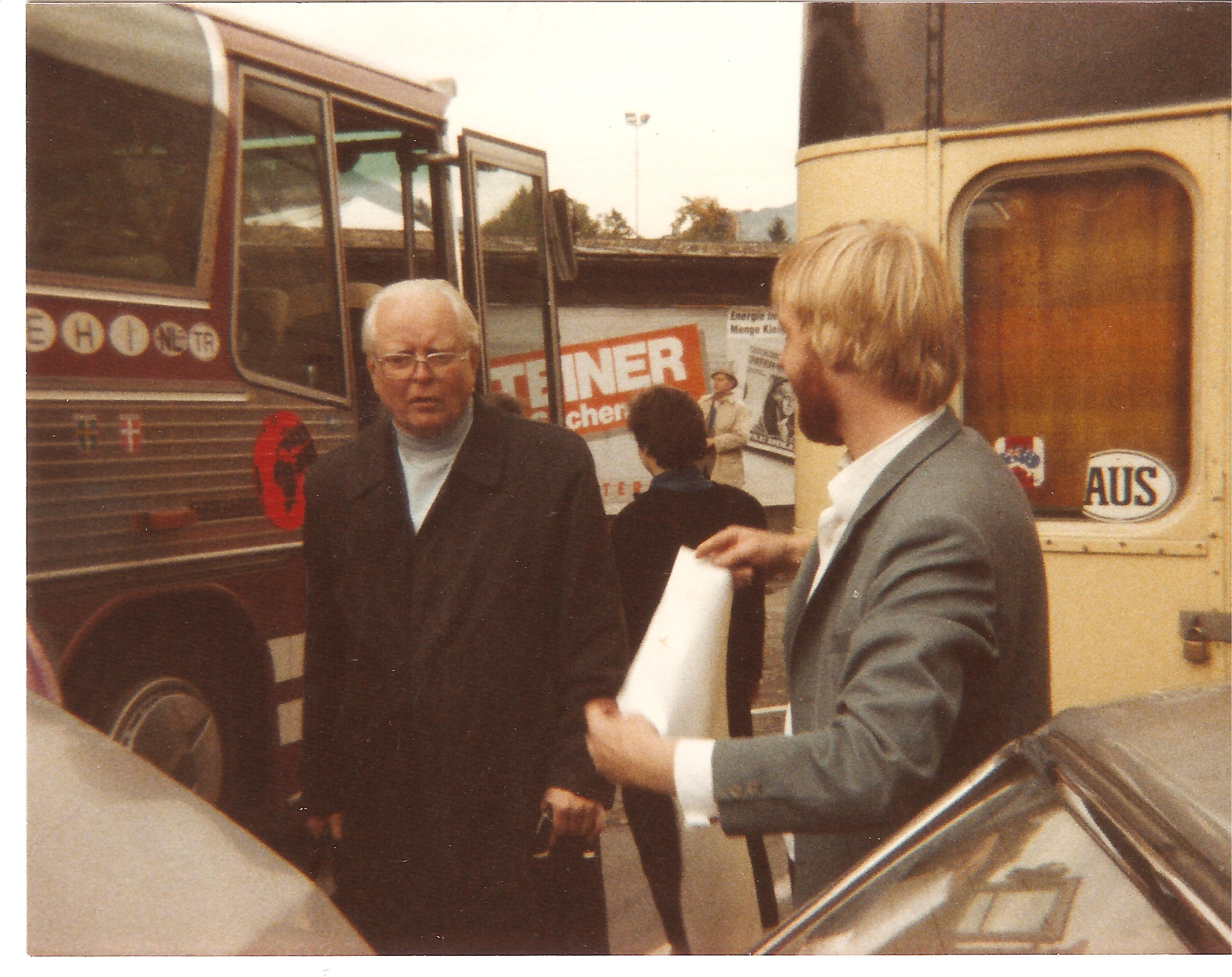
Egon Krauss, Nonntal 1984 (mit Roman Schmeißner, re.)

Egon Krauss (* 31. Juli 1905 in Wien; † 13. März 1985 in Innsbruck) war ein österreichischer Orgelforscher, Maschinenbauingenieur und Bergführer.

## Werdegang
Egon Krauss war der Sohn von Alfred Krauß und Ida Gysela Weeber, verehelichte Krauß. In den 1920er-Jahren studierte er in Wien Maschinenbau und, bei Franz Schütz, Orgel. Ab 1942 lebte er in der Schweiz, betätigte sich als Bergführer und erforschte die elektrifizierten Schweizer Bahnen. Nach dem Zweiten Weltkrieg kehrte er nach Österreich zurück, wo er ab 1948 am Stecken-Elektrifizierungsprogramm der ÖBB beteiligt war, insbesondere an der Konstruktion von Oberleitungsystemen und Stromabnehmern für schnellfahrende E-Loks.
Schon früh hatte sich Krauss für die Wiedereinführung der Schleifladenorgel eingesetzt, so auch bei einer Fachtagung im Juli 1940 in Wien, an der auch Günther Ramin teilnahm. Außerdem beschäftigte er sich mit Historischer Aufführungspraxis und übernahm 1938 die Leitung der Wiener Bach-Vereinigung.
Als Orgelsachverständiger war Krauss bis 1976 Konsulent des Bundesdenkmalamts für Kirchenorgeln und -glocken. Eine seiner ersten Tätigkeiten als Konsulent war die Betreuung der Restaurierung der Absamer Johann Anton Fuchs-Orgel durch Johann Pirchner im Jahre 1948. 1968 war er an der Konzeption der Rudigier-Orgel in Linz entscheidend beteiligt, ebenso an der von ihm durchgesetzten Restaurierung der Ebert-Orgel von 1558 in Innsbruck, die dann Jürgen Ahrend zwischen 1975 und 1977 durchführte. 1968 übersiedelte er nach Innsbruck.
Krauss veranstaltete Hauskonzerte und förderte die Ausbildung von Orgelsachverständigen und Organisten (u. a. Anton Heiller, Rupert Gottfried Frieberger, Reinhard Jaud) und beeinflusste Orgelbauer (u. a. Jürgen Ahrend, Gregor Hradetzky, Gebrüder Metzler, Johann Pirchner).
Egon Krauss starb überraschend am 13. März 1985, er wurde auf dem Friedhof Mariahilf bestattet.

## Ehrungen
1984 wurde Egon Krauss zum Professor ernannt.
Er war Mitglied verschiedener organologischer Gremien, z. B.:
- Internationaler Arbeitskreis für Orgelfragen
- Arbeitsgemeinschaft für schweizerische Orgeldenkmalpflege
- Association française pour la sauvegarde de l'orgue ancien